# 马里奥·巴莱里
马里奥·巴莱里（義大利語：Mario Balleri，1902年9月17日—1962年3月9日），意大利男子赛艇运动员。他曾代表意大利参加1932年夏季奥林匹克运动会赛艇比赛，获得八人单桨有舵手银牌。